# 4th Street Feeling
4th Street Feeling è il dodicesimo album discografico in studio della cantautrice statunitense Melissa Etheridge, pubblicato nel 2012.

## Tracce
1. Kansas City – 3:20
2. 4th Street Feeling – 3:33
3. Falling Up – 3:37
4. Shout Now – 3:17
5. The Shadow of a Black Crow – 3:18
6. Be Real – 3:52
7. A Disaster – 4:07
8. Sympathy – 3:52
9. Enough Rain – 2:49
10. A Sacred Heart – 4:23
11. I Can Wait – 3:30
12. Rock and Roll Me – 5:59

Bonus tracks
1. You Will - 3:22
2. The Beating of Your Heart - 3:37
3. Change the World - 3:24